# Antipatro (generale)
Antipatro (in greco antico: Ἀντίπατρος?, Antípatros; 397 a.C. – 319 a.C.) è stato un militare macedone antico, luogotenente di Filippo II e poi di Alessandro Magno.

## Biografia
Antipatro fu un ufficiale di Filippo II, che lo incaricò, dopo la vittoria di Cheronea (338 a.C.) di condurre i cadaveri degli Ateniesi presso Atene (Giustino, IX, 4; Polibio, V, 10).
Incaricato da Alessandro di sostituirlo al governo della Macedonia mentre lui era impegnato nella spedizione in Asia, Antipatro impose la pace in Tracia (331 a.C.), che si era ribellata con Memnone, e nel Peloponneso, ove si era ribellata all'egemonia macedone la città di Sparta, il cui re Agide III aveva scatenato contro i Macedoni una guerra (Diodoro, XVII, 16-17 e 62). Pare che proprio da questi successi inizi la gelosia di Alessandro nei confronti di Antipatro (Curzio, VI, 1, 17; Claudio Eliano, Varia historia, I, 25). Fu in questi anni, precisamente nel 323 a.C., che morì Alessandro; i sospetti iniziarono a formarsi contro Antipatro e persino Aristotele, ma, come scrive il lessicografo Smith, appare decisamente improbabile che Antipatro e Aristotele siano stati implicati nella morte di Alessandro. Dopo la morte del re gli fu confermata la luogotenenza nel regno di Macedonia (Giustino, XII, 12).
Subito dopo la morte di Alessandro (o forse ancora prima), alcune poleis greche si ribellarono al dominio macedone dando inizio alla guerra lamiaca (che sarà definitivamente sedata da Antipatro nel 319 a.C.). La sua intenzione di passare in Asia, in parte decisa dalla volontà di sposare Cleopatra di Macedonia, lo convinse a lasciare la Macedonia a Cratero e ad agire contro Eumene e a non permettere che Perdicca, che pure gli aveva concesso la reggenza della Macedonia, conquistasse l'Egitto dei Tolomei (Diodoro, XVIII, 23-25). Ma Perdicca, entrato in Egitto nel 321 a.C., fu ucciso dai suoi stessi generali (Diodoro XVIII, 16, 22 e ss.; Giustino XIII, 6, 8; Plutarco, Vita di Eumene, 8). Nello stesso anno, ritornò in Europa, passando per la Lidia, e lasciando proseguire ad Antigono la guerra contro Eumene.
Fu nel 320 a.C., anno in cui contrasse una malattia mortale, che Demade giunse ad Antipatro da Atene per cercare di svincolare le guarnigioni dal Munichia. Prima di morire designò come suo erede Poliperconte (Diodoro, XVIII, 48).
Tutti i suoi figli (Cassandro, Nicea, Alessarco, Iolao, Perilao, Filippo, Plistarco, Euridice, Nicanore e Fila) furono impegnati con l'esercito macedone nelle imprese di Alessandro Magno o coinvolti negli avvenimenti successivi. Di essi Cassandro riuscì a divenire Re di Macedonia; la figlia Fila fu prima moglie di Cratero, poi moglie di Demetrio e madre di Antigono, entrambi re di Macedonia dopo Cassandro.